# Vimala Pons

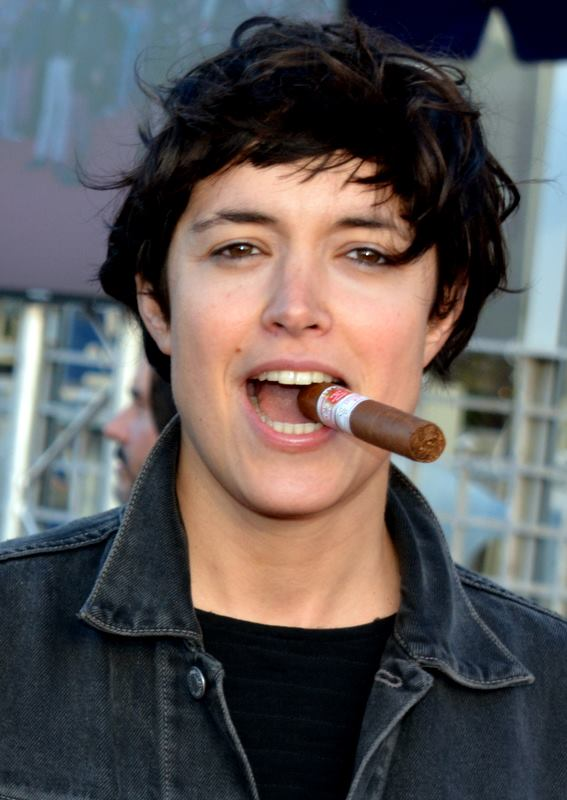
Vimala Pons (2016)

Vimala Pons (* 15. März 1986 in Thiruvananthapuram) ist eine französische Schauspielerin, Artistin und Jongleurin indischer Abstammung.

## Leben
Vimala Pons wurde 1986 in Thiruvananthapuram geboren, der im Süden Indiens gelegenen Hauptstadt des Bundesstaates Kerala. Ihr Vater arbeitete als Brückenbauer in Frankreich und soll nach Pons eigenen Aussagen eines Tages während der Arbeit in Marennes-Oléron beschlossen haben, das Land zu verlassen und reiste nach Indien. Dort lernte er ihre zukünftige Mutter kennen. Vimala Pons’ Vorname wählte ein Freund ihrer Eltern aus. Bis zum Alter von zehn Jahren lebte sie in Indien, und sie beschreibt ihre Kindheit als glücklich.
2006 erhielt Pons im Fernsehfilm Gaspard der Bandit ihre erste Filmrolle. Nach dem Besuch des Cours Florent, einer vom Schauspieler François Florent gegründeten privaten Schauspielschule in Paris, studierte Pons am Centre national des arts du cirque. Hier spezialisierte sie sich auf Jonglage und arbeitete mit Künstlern wie Tsirihaka Harrivel, Maroussia Diaz Verbeke und Erwan Ha-Kyoon Larcher zusammen an einer Forschungsarbeit über den Zirkus. Später wurde Pons am Conservatoire national supérieur d’art dramatique in Paris aufgenommen, das als die älteste und bedeutendste Schauspielschule Frankreichs gilt. Hier zählten Muriel Mayette-Holtz, Daniel Mesguich, Andrzej Seweryn und Dominique Valadié zu ihren Lehrern.
2011 lernte Pons bei den Dreharbeiten zu dem Kurzfilm J’aurais pu être une pute von Baya Kasmi den Regisseur und Schauspieler Bruno Podalydès kennen. Im Film Ihr werdet euch noch wundern von Alain Resnais, der beim Cannes 2012 vorgestellt wurde, spielte sie Eurydike, die innerhalb des Films als Darstellerin in einer Theatergruppe arbeitete. Bei den Internationalen Filmfestspielen von Cannes 2013 wurde der Film La fille du 14 juillet vorgestellt, in dem Pons die Rolle von Truquette übernommen hatte. Für ihre schauspielerische Leistung im Film wurde Pons 2014 für den Prix Lumières nominiert. 2015 war Pons im Film Mademoiselle Hanna und die Kunst, Nein zu sagen in der titelgebenden Hauptrolle „Hanna Belkacem“ zu sehen. Hierbei handelte es sich um den ersten Langfilm von Regisseur Baya Kasmi, und Pons spielte abermals an der Seite von Podalydès, mit dem sie im gleichen Jahr auch für den Film Nur Fliegen ist schöner vor der Kamera stand, bei dem dieser auch Regie führte.

## Filmografie (Auswahl)
- 2006: Enfermés dehors
- 2006: Président – Ränkespiele der Macht (Président)
- 2007: Eden Log
- 2007: Gaspard der Bandit (Gaspard le bandit)
- 2008, 2009: Nicolas Le Floch (Fernsehserie, 4 Folgen)
- 2009: Bazar
- 2009: 36 Ansichten des Pic Saint-Loup (36 vues du Pic Saint Loup)
- 2011: Mangrove
- 2012: Ihr werdet euch noch wundern (Vous n'avez encore rien vu)
- 2013: La fille du 14 juillet
- 2014: Spiel um alles (Terre battue)
- 2014: Vincent n’a pas d’écailles
- 2015: Im Schatten der Frauen (L'ombre des femmes)
- 2015: Nur Fliegen ist schöner (Comme un avion)
- 2015: Mademoiselle Hanna und die Kunst, Nein zu sagen (Je suis à vous tout de suite)
- 2015: La vie très privée de Monsieur Sim
- 2016: Marie und die Schiffbrüchigen (Marie et les naufragés)
- 2016: Elle
- 2016: La loi de la jungle
- 2017: The Wild Boys (Les garçons sauvages)
- 2018: Cléo & Paul (Allons enfants)
- 2018: Bécassine!
- 2020: Wie ich ein Superheld wurde (Comment je suis devenu super-héros)
- 2021: Paradis sale
- 2021: After Blue (After Blue (Paradis sale))
- 2022: Petite fleur
- 2022: Youssef Salem a du succès
- 2023: Vincent Must Die (Vincent doit mourir)
- 2023: Best Secret Place
- 2024: Le chemin du serpent
- 2024: Was uns verbindet (L'attachement)
- 2024: Le beau rôle
- 2024: Mikado

## Auszeichnungen
Prix Lumières
- 2014: Nominierung als vielversprechendste Nachwuchsschauspielerin (La fille du 14 juillet)